# Stephanopis cristipes
Stephanopis cristipes är en spindelart som beskrevs av Kulczynski 1911. Stephanopis cristipes ingår i släktet Stephanopis och familjen krabbspindlar. Inga underarter finns listade i Catalogue of Life.